# Kenzō Takada

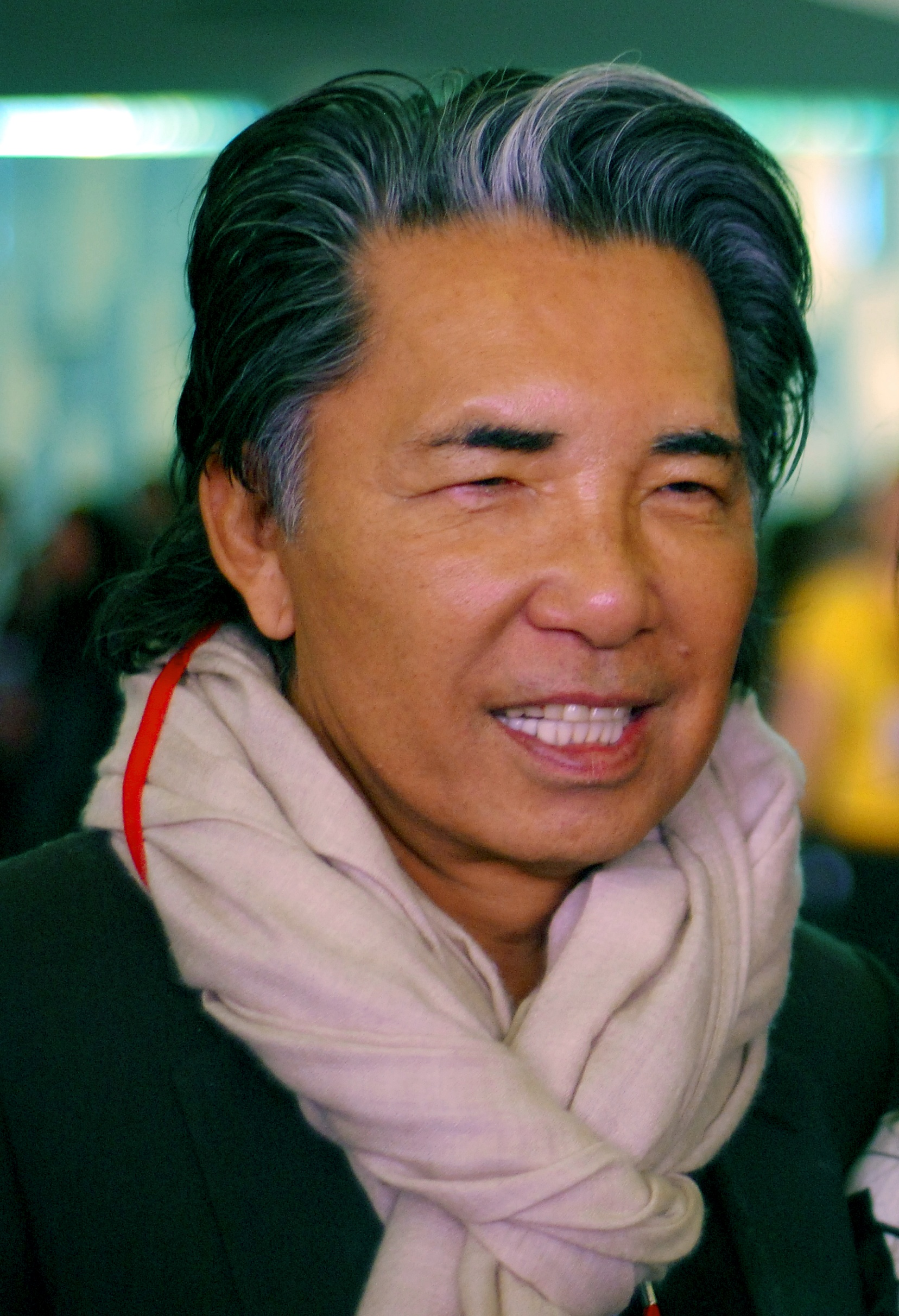
Kenzō Takada (2008)

Kenzō Takada (japanisch 高田 賢三 Takada Kenzō; * 27. Februar 1939 bei Himeji in der Präfektur Hyōgo; † 4. Oktober 2020 in Neuilly-sur-Seine, Frankreich) war ein japanischer Mode- und Produktdesigner, der international unter seinem Vornamen Kenzo (ohne Makron) bekannt war. Das von ihm 1970 in Paris gegründete, weltweit tätige Mode- und Kosmetikunternehmen „Kenzo“ existiert bis heute, wird aber schon seit 1999 ohne Takada geführt.

## Leben und Werk
Sein Vater war Gastwirt und betrieb ein Teehaus in Himeji. Kenzō Takada wuchs umgeben von Geishas, die dort arbeiteten, und mit sechs Geschwistern auf. 1958 nahm er als erster männlicher Student ein Studium an der Bunka Fukusō Gakuin auf, einer der renommiertesten Modeschulen in Tokio. Nach seinem Abschluss reiste er 1964 per Schiff nach Marseille und von dort nach Paris, wo er ab 1965 lebte. Seinen Lebensunterhalt verdiente er mit Modezeichnungen, die er u. a. an Louis Féraud verkaufte.
Nach anfänglichen Schwierigkeiten und wechselnden Aufträgen präsentierte er 1970 als erster japanischer Designer seine erste Modenschau in Paris und erregte damit großes Aufsehen. Die Modezeitschrift Elle bildete eines der auf dieser Schau gezeigten Modelle auf ihrem Titelblatt ab. Diesem ersten Erfolg schlossen sich in schneller Folge weitere große Erfolge an. Noch 1970 hatte Kenzo in der Galerie Vivienne eine Boutique namens Jungle Jap eröffnet (seit 1985 eine Jean-Paul-Gaultier-Boutique). 1971 wurde seine Kollektion auch in New York City und in Japan gezeigt, 1972 war der Andrang in seiner Modenschau so groß, dass sie unterbrochen werden musste, außerdem erhielt Takada den Preis des „Fashion Editor Club of Japan“. 1976 eröffnete er die erste Kenzo-Boutique und seinen Firmensitz an der Place des Victoires in Paris, wo sich bis heute ein Flagshipstore befindet. Seinen Sinn für dramatische Auftritte bewies er, als er 1978 und 1979 seine Shows in Zirkuszelten abhielt und dabei eine Kunstreiterin in durchsichtiger Uniform auftreten ließ oder Takada selbst beim Finale auf einem Elefanten in die Manege einritt.
Takadas farbenfrohe und fröhliche Mode in unkonventionellen Farb- und Musterkombinationen, nicht selten mit floralen Motiven verziert, verband immer – oftmals durch private Reisen inspiriert – „asiatische Einflüsse mit europäischem Chic“. 1983 dehnte Takada sein Schaffen auf Herrenmode aus. Das Bekleidungs-Portfolio wurde außerdem um die Zweitlinien Kenzo Studio, Kenzo Jungle und Kenzo Jeans sowie Kindermode erweitert. Seit 1988 werden unter dem Label auch Parfüms verkauft. Das erste Damenparfüm, dessen Flakon ein Verschluss in Rosenblüten-Form zierte, trug den Namen „Kenzo“; ihm folgte 1991 das erste Männerparfüm mit einem Flakon in Bambusblatt-Form. Seitdem wurden weitere Parfums unter dem Namen lanciert.

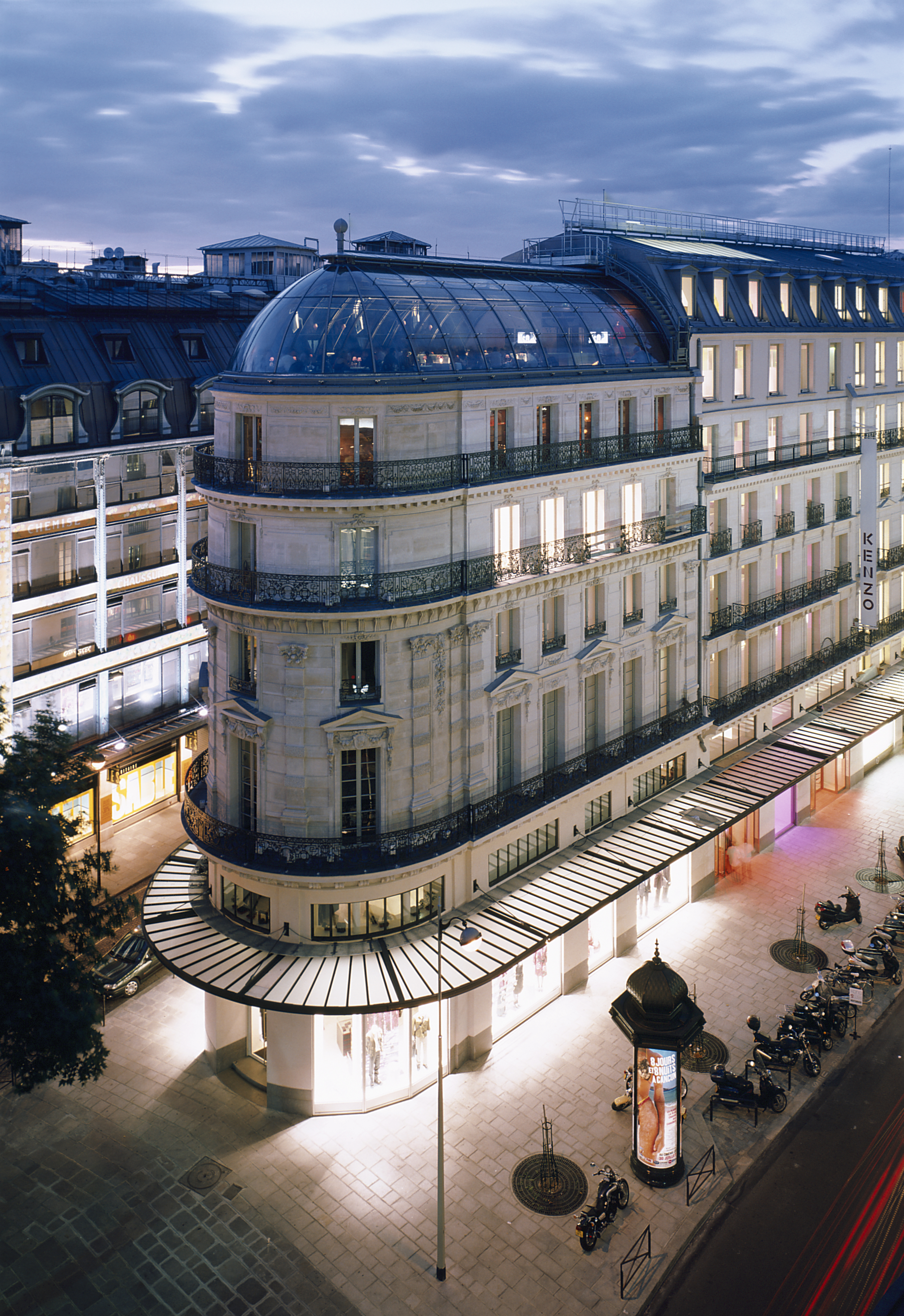
Kenzo-Boutique, 1 rue du Pont-Neuf, Paris

1993 verkaufte Takada die Marke Kenzo für 482 Mio. Franc (entsprach etwa 70 Mio. Euro) an den französischen Luxusgüterkonzern LVMH, blieb dem Unternehmen aber als Chef-Designer erhalten.
Takada gab 1999 im Alter von 60 Jahren und nach 30 Jahren als Designer seinen Rückzug aus der Modewelt bekannt und schied aus dem Unternehmen Kenzo aus, um Zeit für seine Familie zu haben und zu reisen.
2004 erschien Takada wieder auf der Design-Bildfläche und präsentierte sein Label Gokan Kobo (dt. ‚Atelier der fünf Sinne‘), das 2006 in Takada by Kenzo Takada umbenannt wurde. Unter dem Markennamen wurden Wohnaccessoires, Bettwäsche, Stühle, Geschirr, Damenbekleidung und Bademode vertrieben. 2007 wurde die Marke wegen mäßigen Erfolges wieder eingestellt. Takada hatte die Markenrechte an seinem vollen Namen nach dem Verkauf der Marke Kenzo an LVMH behalten und entwarf in der Folgezeit u. a. für den französischen Kristallhersteller Baccarat, den Porzellanhersteller Royal Limoges, den Teppichhersteller Tai Ping Carpets und die Pâtisserie Lenôtre Produkte.
Mitte 2010 zeigte Takada, der nach seinem Rückzug mit der Malerei begonnen hatte, in einer Pariser Kunstgalerie zehn gemalte Selbstporträts, die ihn in traditioneller japanischer Kleidung zeigten. Anfang 2011 gestaltete der Designer die Innenausstattung eines Hotels der Sofitel-Gruppe auf Mauritius. Seit 2012 war er mit einem monegassischen Yacht-Hersteller am Design von drei Katamaranen beteiligt. Im Herbst 2012 wurde unter dem Namen 10 Royale by Kenzo Takada eine hochpreisige Schmuckkollektion des Pariser Juweliers 10 Royale lanciert, für die Takada Schmückstücke im floralen Design entworfen hatte.

## Auszeichnungen
- 1984 wurde Takada vom französischen Kulturminister Jack Lang zum Ritter des Ordre des Arts et des Lettres ernannt.
- 1999: Für sein humanitäres Engagement wurde Takada in New York City der Time For Peace Award in der Kategorie Mode verliehen.[14]
- 1999: Ehrenmedaille (Japan)
- 2016: Ehrenlegion, Chevalier de la Légion d’Honneur

## Privatleben
Takadas langjähriger Lebensgefährte war der Architekt Xavier de Castella, der 1990 an AIDS verstarb.
Takada, der als scheu und zurückhaltend galt und gebrochen französisch sprach, lebte auch nach seinem Rückzug aus seinem Unternehmen weiterhin in Paris und hatte seit 2009 seinen Hauptwohnsitz in Monaco. Sein mehr als 1200 m² großes, japanisch inspiriertes Anwesen auf drei Etagen nahe der Bastille, das er mit de Castella einrichten wollte und in dem er schließlich 20 Jahre lang allein gewohnt hatte, verkaufte er Anfang 2009 für fast 12 Millionen Euro an Pascal Breton, einen französischen Fernsehproduzenten, und richtete sich auf 250 m² in einem ehemaligen Bootshaus im 12. Pariser Arrondissement ein. Seine umfassende Kunstsammlung wurde Mitte 2009 für 1,9 Mio. Euro vom Auktionshaus Aguttes in Paris versteigert.
Takada starb am 4. Oktober 2020 im Alter von 81 Jahren in einem Krankenhaus im Pariser Vorort Neuilly-sur-Seine an den Folgen einer COVID-19-Erkrankung.